# Cyclea
Cyclea es un género con 34 especies de plantas de flores perteneciente a la familia Menispermaceae. Nativo del este y sudeste de Asia.

## Especies seleccionadas
- Cyclea acuminatissima
- Cyclea aphylla
- Cyclea apoensis
- Cyclea arnottii
- Cyclea atjehensis
- Cyclea barbata
- Cyclea bicristata

- Datos: Q8352818
- Multimedia: Cyclea / Q8352818
- Especies: Cyclea